# Nome dei numeri
Differenti culture hanno differenti sistemi di numerazione tradizionali usati per scrivere e pronunciare i numeri.
Sebbene la maggior parte dei sistemi tradizionali di numerazione si basi sulla base decimale, in diverse regioni sono state sviluppate diverse varianti che includono:
- Sistema occidentale: basato sulle migliaia, con le varianti (vedi più avanti)
- Sistema indiano: crore, lakh (vedi numerazione indiana)
- Sistema giapponese: basato sulle decine di migliaia (vedi più avanti)

Sistemi a base dodici sono stati raramente usati in modo sistematico. Un esempio di sistema dodecimale si ha nella lingua chepang nel Nepal. Tuttavia la loro influenza può essere vista in molte culture come nel sistema di unità imperiale, degli Inglesi, basta guardare le unità di misura della sterlina, lo scellino e il pence, la suddivisione delle ore del giorno e i termini come dozzina.
In molte lingue asiatiche, la sovrabbondanza di termini legati ai numeri della lingua inglese è evitata.
Per numeri molto grandi (e molto piccoli), i sistemi tradizionali sono stati sostituiti dalla notazione scientifica e dal sistema SI. I sistemi tradizionali vengono utilizzati soprattutto nella vita di tutti i giorni.